# Éric Straumann
Pour les articles homonymes, voir Straumann (homonymie).
Éric Straumann, né le 17 août 1964 à Colmar (Haut-Rhin), est un homme politique français. Membre du parti Les Républicains, il est député du Haut-Rhin de 2007 à 2020, président du conseil départemental du Haut-Rhin de 2015 à 2017 et maire de Colmar depuis 2020.

## Formation
Éric Straumann est scolarisé successivement à l'école Primaire de Houssen, au collège de Fortschwihr, au lycée Bartholdi de Colmar et à la faculté de droit de Strasbourg où il obtient une Maîtrise en Droit des affaires en 1988. Il est diplômé de l'Institut des techniques bancaires (Paris) en 1994. En 1995, il obtient l'agrégation d'économie et de gestion (concours externe).

## Carrière professionnelle
Directeur d'une agence bancaire, Éric Straumann devient ensuite professeur agrégé d'économie et de gestion. En poste au lycée Camille-Sée de Colmar jusqu'à juin 2007, il est titulaire d'une Maîtrise en droit en affaires et d'un DESS en administration des collectivités locales.

## Parcours politique

### Débuts au niveau local
Il débute en politique lors des cantonales de 1998, et échoue face à Constant Goerg.
En 2001, il est élu maire de Houssen (Haut-Rhin). Trois ans plus tard, il devient membre de l'UMP, et est élu conseiller général du Haut-Rhin.
Le 27 mars 2011, il est réélu conseiller général dans le canton d'Andolsheim avec 75,8 % des suffrages.
Le 29 mars 2015, il est réélu conseiller départemental du canton de Colmar 2 (en binôme avec Brigitte Klinkert) avec 71,45 % des voix.

### Député du Haut-Rhin

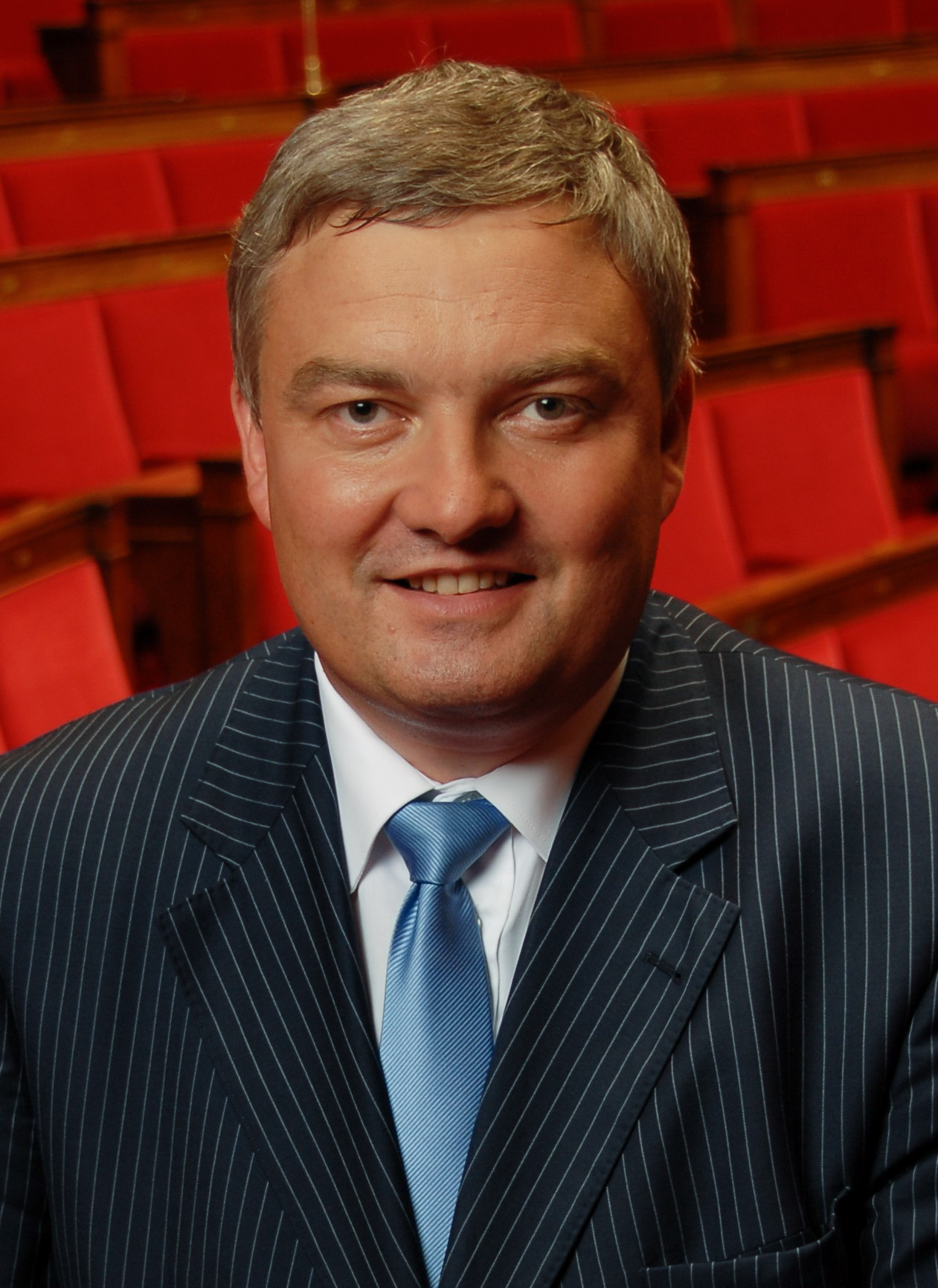
Éric Straumann en 2007.

Vice-président de la communauté d'agglomération de Colmar (CAC) à partir de 2003, il se présente contre le député et maire de Colmar, Gilbert Meyer, aux élections législatives de 2007. 
Le 17 juin 2007, il est élu avec 66,05 % des voix député de la première circonscription du Haut-Rhin.
Il est réélu député le 17 juin 2012 avec plus de 62 % des voix.
Il est réélu député le 18 juin 2017 avec 66,6 %.
Le 22 mars 2020, il écrit au ministre de la Santé, Olivier Véran, pour que l’étude menée par le professeur Didier Raoult pour lutter contre le coronavirus soit étendue au Haut-Rhin. Il réitère sa demande dans l'hémicycle de l'Assemblée nationale le 24 mars,,.

### Président du conseil départemental du Haut-Rhin
Seul candidat de la majorité départementale, il est élu président du conseil départemental du Haut-Rhin le 2 avril 2015, avec 31 voix sur 34.
Le 6 février 2016, il fait adopter une délibération qui subordonne le versement du RSA à un engagement bénévole. Le préfet du Haut-Rhin attaque cette décision du département en justice. La cour administrative d’appel de Nancy annule la délibération en avril 2017. Le Conseil d’État estime, dans une décision prononcée le 15 juin 2018, que la cour de Nancy a commis une erreur de droit et reconnaît au conseil départemental le droit de demander des heures de bénévolat en contrepartie du versement du RSA.
Le 16 août 2017, Éric Straumann démissionne du conseil départemental du Haut-Rhin en application des règles sur le non-cumul des mandats. Brigitte Klinkert, son binôme dans le canton de Colmar 2 et députée suppléante, lui succède le 1er septembre 2017.

### Opposition à la fusion des régions
Le 28 avril 2014, il se déclare hostile à l'idée d'une grande région Est.
Le groupe majoritaire du conseil général du Haut-Rhin décide, sous son impulsion, de lancer le processus de réunion des conseils généraux du Rhin et du conseil régional. La décision de créer un conseil unique est approuvée le 22 septembre à la quasi-unanimité des membres du conseil régional d'Alsace, du conseil général du Bas-Rhin et du conseil général du Haut-Rhin.
Le 19 décembre, la majorité socialiste vote le projet de fusion des régions. L'Alsace disparaît en tant que collectivité. Tous les parlementaires alsaciens ont voté contre le texte sauf les deux députés socialistes Philippe Bies et Armand Jung.

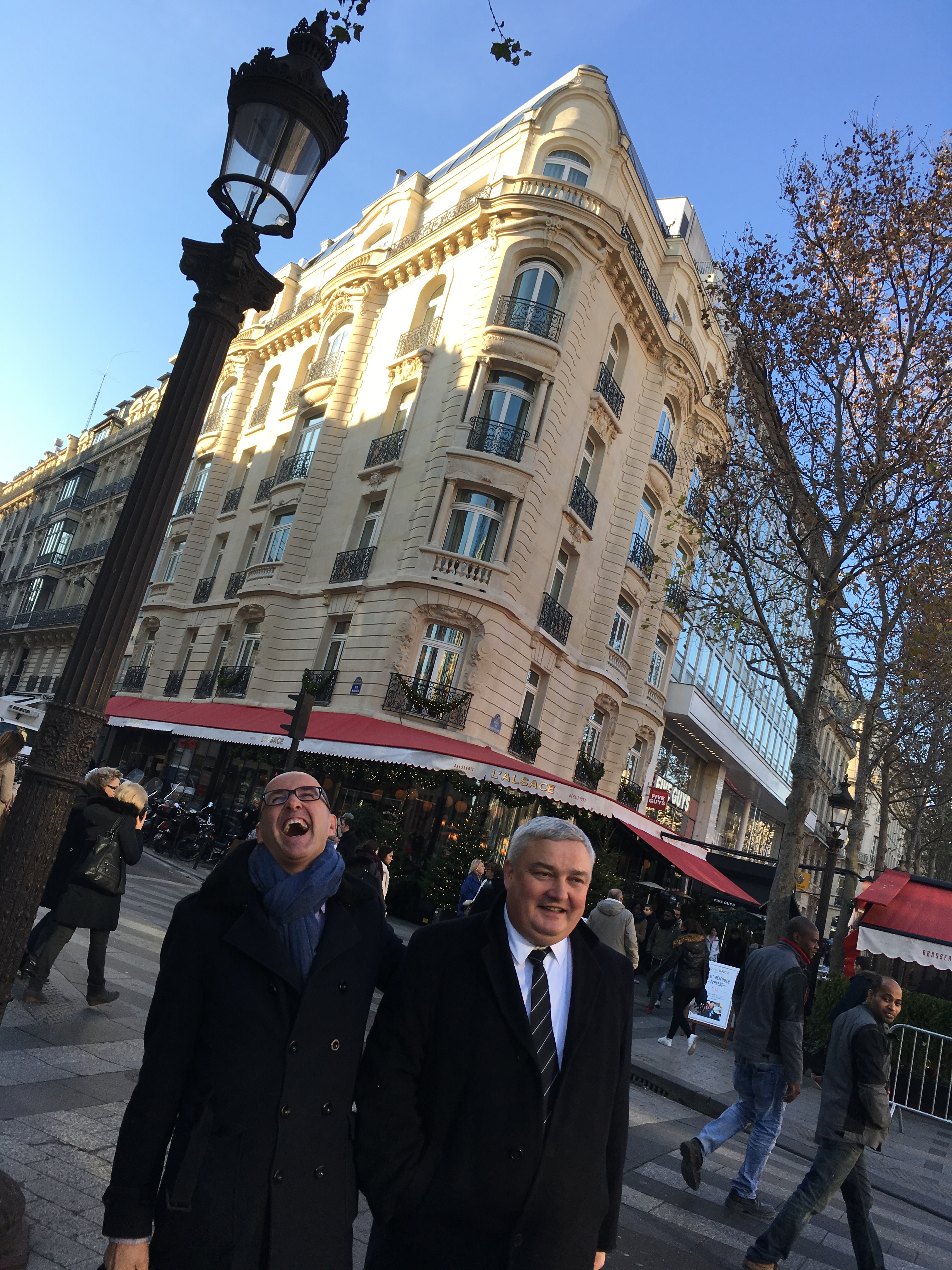
Éric Straumann et le président du conseil départemental du Bas-Rhin, Frédéric Bierry, lors de l'inauguration de la maison de l'Alsace (2016).

À l'occasion de la séance commune du 25 septembre 2015 à Colmar, entre les conseillers départementaux du Bas-Rhin et du Haut-Rhin, il se déclare favorable à la fusion des deux collectivités « à condition de récupérer les compétences de la région ».

### Élections municipales de 2020
Il se déclare candidat aux élections municipales de Colmar le 2 février 2020. Il arrive en tête au premier tour de scrutin avec 37,46 % des voix face au maire sortant Gilbert Meyer (LR) avec 32,47 % des voix. Il gagne largement au second tour des élections municipales du 28 juin 2020 avec 63,88 % des suffrages.
Il démissionne de son mandat de député le 28 juillet 2020. Il est brièvement remplacé par Brigitte Klinkert.
Il soutient Bruno Le Maire pour la primaire présidentielle des Républicains de 2016. En septembre 2016, dans le cadre de sa campagne, il est nommé conseiller pour les relations avec les députés, en tandem avec Yves Albarello. Il parraine Laurent Wauquiez pour le congrès des Républicains de 2017.
Lors de son mandat de président du département du Haut-Rhin, Éric Straumann fait du lobby pro-nucléaire[Selon qui ?] en demandant des mesures compensatoires pour la fermeture de la centrale de Fessenheim.

## Condamnation pour détournement de fonds publics
Le 25 mars 2024, Éric Straumann est condamné à 5 000 € d'amende, dont 2 000 avec sursis, et six mois d'inéligibilité avec sursis, dans une affaire de détournement de fonds publics pour avoir tardé à suspendre un arrêté du maire précédent, Gilbert Meyer, concernant son ex-directeur de cabinet, Joël Munsch, qui a été également condamné dans la même affaire à 3 000 € d'amende et trois ans d'inéligibilité avec exécution provisoire.
Éric Straumann décide de faire appel de cette décision.

## Détail des mandats
- de 2001 à 2014 : maire de Houssen.
- de 2003 à 2014 : vice-président de Colmar Agglomération
- de 2004 à 2015 : conseiller général du Haut-Rhin, élu dans le canton d'Andolsheim
- de 2015 à 2017 : président du conseil départemental du Haut-Rhin
- de 2007 à 2020 : député du Haut-Rhin
- depuis 2015 : conseiller départemental du Haut-Rhin, élu dans le canton de Colmar-2 en binôme avec Brigitte Klinkert
- depuis 2020 : maire de Colmar, président de Colmar Agglomération et président du Pôle métropolitain d'Alsace
- depuis 2021 : vice-président de la collectivité européenne d'Alsace

## Décoration
- Großes Goldenes Ehrenzeichen attribué par le président autrichien par un décret du 8 mai 2018[29].